# Hérita Ilunga
Hérita N'Kongolo Ilunga (ur. 25 lutego 1982 w Kinszasie) – piłkarz z Demokratycznej Republiki Konga grający na pozycji lewego obrońcy. Posiada także obywatelstwo francuskie.

## Kariera klubowa
Ilunga urodził się w Kinszasie, ale jako nastolatek wyemigrował do Francji. Tam też rozpoczął piłkarską karierę, a jego pierwszym zespołem była młodzieżowa drużyna Amiens SC. W 1999 roku przeszedł do Stade Rennais FC, jednak nie przebił się do składu pierwszej drużyny i przez trzy lata występował w amatorskich rezerwach Rennes. W 2002 roku trafił do hiszpańskiego RCD Espanyol z Barcelony, ale i tu podobnie jak w Rennes grał tylko w rezerwach, występujących w czwartej lidze.
W 2003 roku Ilunga wrócił do Francji. Zaczął występować w podstawowej jedenastce drugoligowca AS Saint-Étienne. Na koniec sezonu wywalczył z ASSE awans do Ligue 1. We francuskiej ekstraklasie po raz pierwszy wystąpił 7 sierpnia 2004 w przegranym 0:1 domowym spotkaniu z AS Monaco. W barwach Saint-Étienne przez trzy sezony rywalizował w Ligue 1, a największym sukcesem było zajęcie 6. miejsca w 2005 roku. Ogółem dla „zielonych” rozegrał 136 spotkań, w których strzelił 2 gole.
W lipcu 2007 Ilunga zmienił barwy klubowe i za sumę 2 milionów euro przeszedł do Toulouse FC. W nowej drużynie po raz pierwszy w meczu ligowym wystąpił 4 sierpnia przeciwko Valenciennes FC (1:3). Z klubem z Tuluzy rywalizował w eliminacjach Ligi Mistrzów, a także w fazie grupowej Pucharu UEFA.
Latem 2008 roku Ilunga został wypożyczony do West Ham United, gdzie trafił wspólnie z Włochem Davidem Di Michele. W nowym klubie zadebiutował 13 września w przegranym 3:2 meczu z West Bromwich Albion. Przez cały sezon Ilunga rozegrał 35 spotkań. W kwietniu 2009 roku West Ham wykupił go od Toulouse FC. Gracz podpisał czteroletni kontrakt.
22 stycznia 2013 roku podpisał kontrakt z Stade Rennais FC. W połowie 2013 roku odszedł do trzecioligowego USJA Carquefou, a w latach 2014–2016 grał w drugoligowym US Créteil-Lusitanos.
| Sezon   | Klub                    | Kraj      | Rozgrywki        | Mecze | Bramki | Rozgrywki Europy                    | Mecze | Bramki |
| ------- | ----------------------- | --------- | ---------------- | ----- | ------ | ----------------------------------- | ----- | ------ |
| 1999/00 | Stade Rennais FC B      | Francja   | CFA              | 4     | 0      | -                                   | -     | -      |
| 2000/01 | Stade Rennais FC B      | Francja   | CFA              | 25    | 0      | -                                   | -     | -      |
| 2001/02 | Stade Rennais FC B      | Francja   | CFA              | 29    | 0      | -                                   | -     | -      |
| 2002/03 | RCD Espanyol B          | Hiszpania | Tercera División | 19    | 1      | -                                   | -     | -      |
| 2003/04 | AS Saint-Étienne        | Francja   | Ligue 2          | 32    | 0      | -                                   | -     | -      |
| 2004/05 | AS Saint-Étienne        | Francja   | Ligue 1          | 37    | 1      | -                                   | -     | -      |
| 2005/06 | AS Saint-Étienne        | Francja   | Ligue 1          | 30    | 1      | Puchar Intertoto UEFA               | 4     | 0      |
| 2006/07 | AS Saint-Étienne        | Francja   | Ligue 1          | 36    | 0      | -                                   | -     | -      |
| 2007/08 | Toulouse FC             | Francja   | Ligue 1          | 35    | 0      | Liga Mistrzów UEFA Liga Europy UEFA | 1 6   | 0 0    |
| 2008/09 | West Ham United         | Anglia    | Premier League   | 35    | 0      | -                                   | -     | -      |
| 2009/10 | West Ham United         | Anglia    | Premier League   | 16    | 0      | -                                   | -     | -      |
| 2010/11 | West Ham United         | Anglia    | Premier League   | 11    | 0      | -                                   | -     | -      |
| 2011/12 | West Ham United         | Anglia    | Championship     | 4     | 0      | -                                   | -     | -      |
| 2011/12 | Doncaster Rovers (wyp.) | Anglia    | Championship     | 15    | 0      | -                                   | -     | -      |
| 2011/12 | Doncaster Rovers        | Anglia    | Championship     | 4     | 0      | -                                   | -     | -      |
| 2012/13 | Stade Rennais FC        | Francja   | Ligue 1          | 5     | 0      | -                                   | -     | -      |

## Kariera reprezentacyjna
W reprezentacji Demokratycznej Republiki Konga Ilunga zadebiutował w 2003 roku. W 2004 roku znalazł się w kadrze na Puchar Narodów Afryki 2004. Na tym turnieju wystąpił we wszystkich trzech meczach swojej drużyny: z Gwineą (1:2), z Tunezją (0:3) oraz z Rwandą (0:1).